# Niilo Rauhala
Niilo Pekka Rauhala, född 10 juli 1936 i Kittilä, är en finländsk präst och författare.
Rauhala var sjukhuspräst i Kemi 1977–1999. I sin lyrik förenar han naturintryck med teologisk och social problematik, utgående från sin laestadianska tro. Etiska frågeställningar ges i hans dikter en intellektuell skärpa bortom religiös fraseologi. Han är en språkkonstnär, som virtuost växlar mellan realism och högstämda hymner. Efter debuten med Tähän päättyy kesä (1967) har han gett ut ett tjugotal diktsamlingar, bland dem Meren läheisyys (1975), Hiljaisuus on avara huone (1984) och Vedet puhuvat läpi elämän (2002). Kuljen lähteitä lähellä (1996) innehåller ett fylligt urval ur hans lyriska produktion. Han tilldelades Pro Finlandia-medaljen 1990. 